# Notoreas synclinalis
Notoreas synclinalis är en fjärilsart som beskrevs av Hudson 1903. Notoreas synclinalis ingår i släktet Notoreas och familjen mätare. Inga underarter finns listade i Catalogue of Life.